# Kymco DTX 360
Il Kymco DTX 360 è uno scooter prodotto dalla casa motociclistica taiwanese Kymco dal 2021.
È disponibile nelle cilindrate 125, 300 e 350.

## Storia
Il DTX 360 è uno scooter di tipo “crossover” realizzato a partire dal telaio del modello Downtown; il nome DTX 360 infatti è acronimo di “DownTownXover 360” dove il numero indica l’impiego a 360 gradi del veicolo (e non la cubatura del motore) grazie agli pneumatici tassellati.
Venne presentato nel novembre del 2020 nella variante motorizzata 350 cm³ che entra in produzione l’anno successivo. La gamma si allarga nel 2022 con i propulsori 300 e 125 cm³.
Caratteristiche del DTX 360 sono l’estetica totalmente differente dal DownTown più sportiva e con protezioni in plastica grezze, nuovo manubrio più largo con strumentazione digitale LCD con trip computer, sistema di accesso Keyless con smart-lock.
La lunghezza è di 2.165 mm, la larghezza di 780 mm e l’altezza di 1.285 mm, con un passo di 1.550 mm e una sella alta 810 mm. Il peso del 350 è pari a 194 kg.
I cerchi anteriori sono da 14” mentre i posteriori da 13”. Il motore 350 è il Kymco G5 (serie SK64D) monocilindrico 4 valvole raffreddato ad acqua dalla cilindrata effettiva di 321 cm³, omologato Euro 5, che eroga 21 kW (28,6 CV) a 7.500 giri/min e una coppia massima di 29,3 Nm a 5.750 giri/min abbinato al cambio a variatore continuo, di serie il sistema di controllo di trazione TCS. Il serbatoio carburante ha una capacità di 12,5 litri, il consumo dichiarato è pari a 27 km/l e le emissioni di anidride carbonica sono pari a 87 g/km.
Il telaio ha una forcella telescopica idraulica anteriore da 37 mm con escursione di 110 mm, al posteriore è presente un doppio ammortizzatore regolabile con escursione 100 mm, l’impianto frenante è composto doppio disco anteriore a margherita da 260 mm con pinza a 3 pistoncini mentre al posteriore è presente il disco singolo 240 mm con pinza a 2 pistoncini.
Dal maggio 2022 la gamma si arricchisce dei motori 125 cm³ e 300 cm³ che utilizzano la stessa meccanica del 350.
Il motore 125 della serie SK25S è un monocilindrico quattro tempi con raffreddamento a liquido da 124 cm³ effettivi che eroga 9,6 kW (14,8 CV) a 9.000 giri/min e una coppia massima di 10,9 Nm a 7.500 giri/min, è omologato Euro 5 ed emette 67 g/km di anidride carbonica. Raggiunge una velocità massima di 93 km/h ed è omologato per percorrere 34 km/l (ciclo WMTC). Il peso del veicolo è di 179 kg.
Il 300 della famiglia KS60E è sempre un monocilindrico quattro tempi raffreddato a liquido da 276 cm³ effettivi che eroga 17 kW (23,1 CV) a 7.500 giri/min e una coppia massima di 23,7 Nm a 6.500 giri/min. Omologato Euro 5, emette 82 g/km di anidride carbonica e  percorre 28 km/l (ciclo WMTC). Il peso del veicolo è di 193 kg.
Nel marzo 2023 viene introdotto sul mercato taiwanese il DTX CT, tale modello presenta un design da scooter classico privo di protezioni in plastica grezza e pneumatici “standard” (non tassellati), inoltre differisce per lo scudo frontale. Disponibile con motore 350, il DTX CT va a sostituire sul mercato taiwanese il precedente Downtown 350.
Il modello CT monta pneumatici 120/80-14 (anteriore) e 150/70-13 (posteriore), misura 2.165 mm di lunghezza, 780 mm di larghezza e 1.395 mm di altezza.